# Encefalite letargica
L'encefalite letargica (o encefalite epidemica o encefalite di von Economo-Cruchet) è una patologia infiammatoria dell'encefalo, dovuta a un virus non ancora identificato, che ha infierito sotto forma di pandemia dal 1916 al 1925.
Fu descritta per la prima volta dall'austriaco Constantin von Economo e dal francese Jean-René Cruchet, e acquistò la definizione di "letargica" dall'ipersonno che ne caratterizzava la sintomatologia.

## Epidemiologia

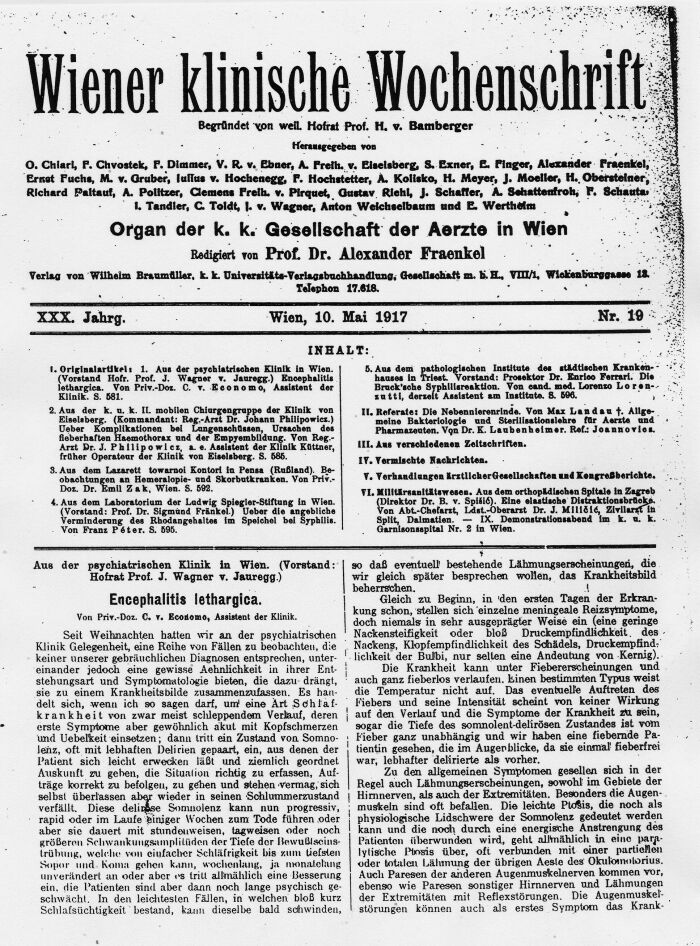
Articolo di Constantin Von Economo con la prima descrizione dell'encefalite letargica, 1917

L'encefalite letargica colpì inizialmente Romania, Austria, Spagna e Francia nel 1916-17; dal 1918 al 1920 si estese a tutta l'Europa occidentale e poi al resto del mondo. È da segnalare inoltre che già nel 1890-91 vi era stata nell'Europa meridionale un'epidemia, chiamata in Italia nona, con le stesse caratteristiche cliniche dell'encefalite letargica. La pandemia dei primi decenni del XX secolo sorse quasi contemporaneamente all'epidemia di influenza spagnola, per cui è stato spesso ipotizzato che le due patologie fossero collegate; questo collegamento venne tuttavia escluso già durante la pandemia.
Sebbene casi sporadici della malattia continuino a verificarsi, dal 1924 non è più stata segnalata la comparsa di forme epidemiche.

## Eziopatogenesi
Le caratteristiche epidemiologiche, cliniche e anatomopatologiche dell'encefalite letargica sono tipiche delle infezioni virali; l'eziologia non è tuttavia stabilita -a oggi- con certezza.
Di recente è stato ipotizzato un meccanismo patogenetico autoimmune e un collegamento con lo Streptococcus pyogenes come avviene per la corea di Sydenham.
Pur essendo una malattia ancora misteriosa, nella prima metà del XX secolo l'encefalite letargica è stata considerata da clinici e fisiologi alla stregua di un modello sperimentale di malattia umana.
Von Economo ipotizzò che le strutture nervose lese dalla malattia avessero grande importanza nella regolazione del ciclo sonno-veglia; gli studi successivi sulla fisiologia del sonno di Moruzzi hanno tenuto conto di questi dati.
Negli anni sessanta l'uso di farmaci anti-Parkinson nei pazienti con parkinsonismo riuscì a ottenere spesso dei miglioramenti improvvisi, sebbene di breve durata. Le conseguenze di un esperimento terapeutico con l'L-DOPA costituiscono l'argomento di un'opera letteraria di Oliver Sacks da cui, nel 1990, venne liberamente tratto il film Risvegli diretto da Penny Marshall.
È stato chiaramente documentato che il parkinsonismo postencefalitico ha seguito uno scoppio di encefalite letargica a seguito della pandemia di influenza del 1918; l'evidenza di causalità virale dei sintomi del Parkinson è circostanziale (epidemiologica e ricerca di antigeni influenzali nei pazienti con encefalite letargica), mentre le prove che sostengono questa causa sono di tipo negativo (ad esempio, la mancanza di RNA virale nel materiale cerebrale parkinsoniano postencefalitico). Nel riesaminare il rapporto tra influenza ed encefalite letargica (EL), McCall e i colleghi concludono, a partire dal 2008, che mentre "il caso contro l'influenza [è] meno decisivo di quanto attualmente percepito ... ci sono poche prove dirette a sostegno dell'influenza nell'eziologia dell'EL, "e che" almeno 100 anni dopo l'epidemia di EL, la sua eziologia rimane enigmatica. "Quindi, mentre le opinioni sulla relazione tra encefalite letargica e influenza rimangono divise, la preponderanza della letteratura appare scettica.

## Anatomia patologica
L'encefalite letargica appartiene istologicamente al gruppo delle polioencefaliti, in cui le lesioni colpiscono innanzitutto la sostanza grigia e sono provocate dall'azione diretta del virus sul nevrasse. Microscopicamente, nei reperti dei soggetti morti durante la fase acuta si osservavano infiltrati perivasali di linfociti e plasmacellule, degenerazione dei neuroni e proliferazione gliale nella sostanza grigia mesencefalica (sostanza nera di Sömmering, nucleo rosso, nuclei dell'oculomotore). Nel parkinsonismo post-encefalitico si osserva depigmentazione della sostanza nera con scomparsa di neuroni, sostituiti dalla glia.
Immagini di Von Economo (microscopia ottica)

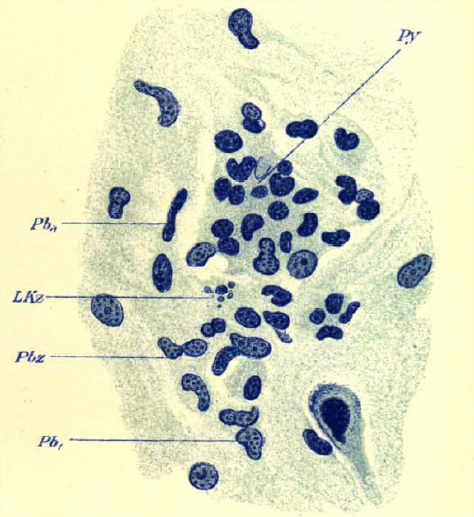
Prosencefalo, cellule piramidali (caso 4, Colorazione: tionina, ×700). Abbreviazioni: Pb1 e Pb2 = poliblasti, Py = cellule piramidali
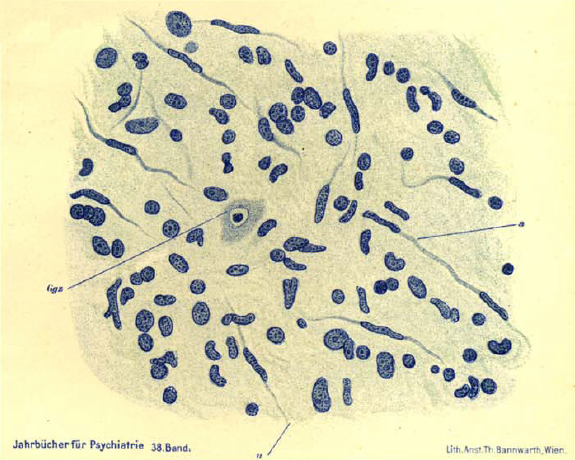
Sostanza nera (caso 4, Colorazione: blu di metilene, × 430).
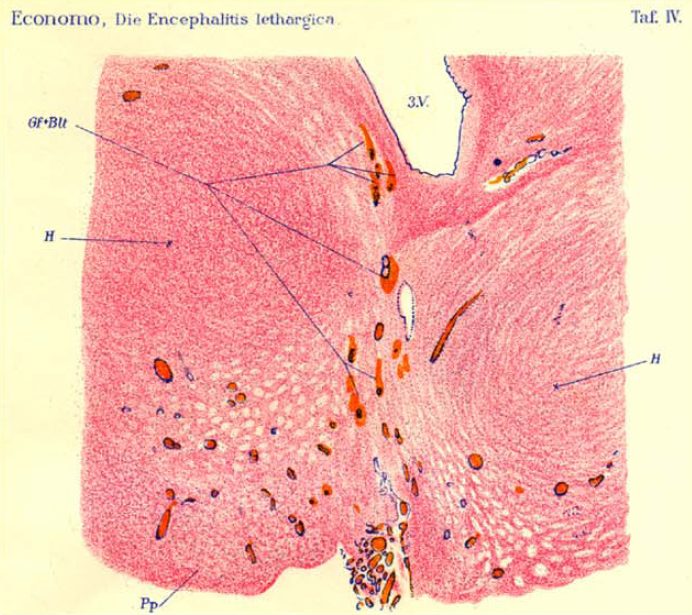
Regione interpeduncolare (caso 4, ematossilina-eosina, × 31/3)
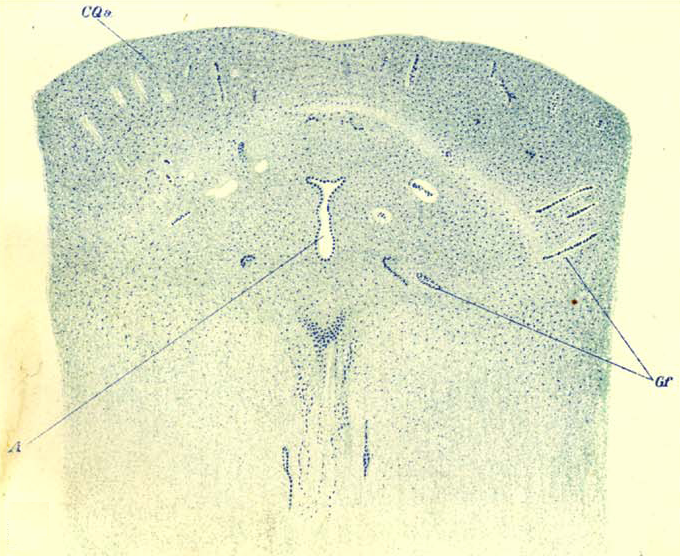
Collicolo superiore (caso 5, Colorazione: tionina, × 4)
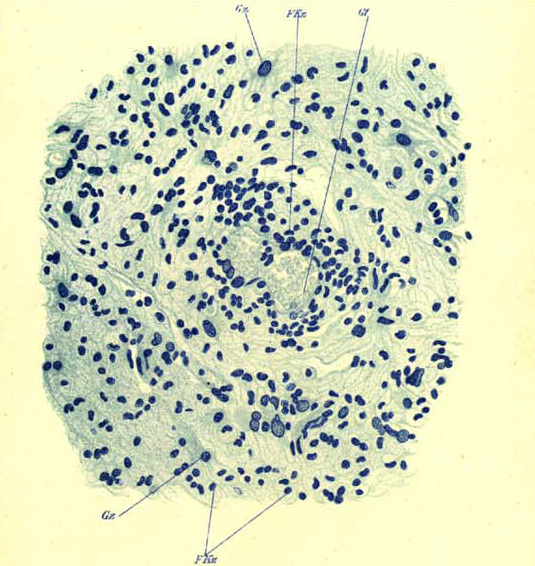
Parete del terzo ventricolo (caso 1, Colorazione: blu di metilene, × 230)
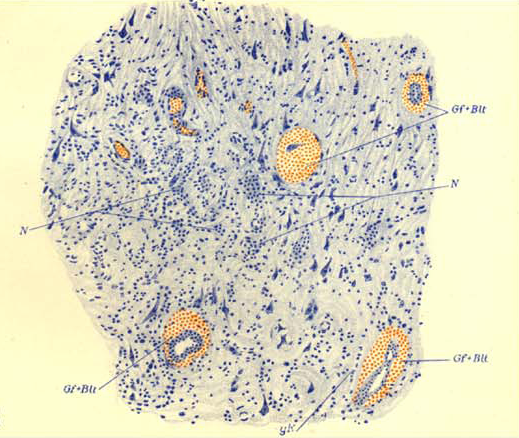
Corteccia cerebrale (caso 5, Colorazione: tionina, × 60)

## Clinica

### Sintomatologia
Clinicamente, l'encefalite letargica evolve in due fasi:
1. periodo iniziale (fase acuta) - caratterizzata da ipersonno (i pazienti dormono continuamente giorno e notte e, se svegliati, tendono a riaddormentarsi), spesso diplopia (per paralisi del III paio dei nervi encefalici), oppure dolori profondi, e segni di infezione generale (febbre, cefalea, confusione mentale[17]); la mortalità si aggira sul 40%.[18]
2. sequele (fase cronica) - dopo un periodo intervallare, lungo talora anche anni, in cui la sintomatologia primitiva scompare, subentra una condizione cronica di parkinsonismo caratterizzato da segni extrapiramidali (ipertono, acinesia, tremori) a cui si aggiungono delle "crisi oculogire", caratteristiche pressoché assenti nella malattia di Parkinson classica.[19]

## Diagnosi
Sono stati proposti diversi criteri diagnostici per l'encefalite letargica. Uno, che è stato ampiamente accettato, include una malattia encefalitica acuta o subacuta in cui sono state escluse tutte le altre cause note di encefalite. Un altro criterio diagnostico, suggerito più di recente, afferma che la diagnosi di encefalite letargica "può essere presa in considerazione se le condizioni del paziente non possono essere attribuite a qualsiasi altra condizione neurologica nota e che mostrano i seguenti segni: segni simil-influenzali; ipersonnolenza (ipersonnia), svegliabilità, oftalmoplegia (paralisi dei muscoli che controllano il movimento dell'occhio) e cambiamenti psichiatrici.

## Trattamento
I moderni approcci terapeutici all'encefalite letargica comprendono terapie immunomodulanti e trattamenti dei sintomi specifici.
Finora ci sono poche prove di un trattamento efficace e coerente per le fasi iniziali, sebbene alcuni pazienti a cui sono stati somministrati steroidi abbiano visto un miglioramento. La malattia diventa progressiva, con evidenza di un danno cerebrale simile al morbo di Parkinson.
Il trattamento è quindi sintomatico. La levodopa (L-DOPA) e altri farmaci anti-Parkinson spesso producono risposte molto rapide; tuttavia, la maggior parte delle persone che hanno ricevuto L-DOPA sperimenta miglioramenti di breve durata.

## Casi noti
I casi noti includono:
- Muriel "Kit" Richardson (nata Hewitt), prima moglie dell'attore Sir Ralph Richardson, morì di questa malattia nell'ottobre del 1942, avendo mostrato per la prima volta i sintomi nel 1927-1928.[24][25]
- Mervyn Peake (1911-1968), autore dei libri di Gormenghast, iniziò il suo declino verso la morte, inizialmente attribuita all'encefalite letargica con sintomi simili al morbo di Parkinson, anche se altri studi hanno successivamente suggerito che il suo declino della salute e l'eventuale morte potrebbero essere dovuti a demenza da corpi di Lewy.[26]
- La madre di Enrico Berlinguer morì per una forma di encefalite letargica nel 1936.[27]
- La moglie di J.P. Morgan Jr. Jane Norton Grew Morgan morì di encefalite letargica nel 1925 dopo otto settimane di letargia.[28]